# Erpresserischer Menschenraub
Der erpresserische Menschenraub ist ein Tatbestand des deutschen Strafrechts. Er zählt zu den Straftaten gegen die persönliche Freiheit und ist im 18. Abschnitt des Besonderen Teils des Strafgesetzbuchs (StGB) in § 239a normiert. Die Norm enthält zwei Begehungsvarianten, die im Vorfeld der Erpressung (§ 253 StGB) angesiedelt sind und sich gegen die Vorbereitung strukturell komplexer Erpressungen richten: Zum einen verbietet sie es, einen anderen Menschen zu entführen oder sich seiner zu bemächtigen, um ihn oder einen Dritten zu erpressen. Zum anderen untersagt sie es, eine bereits bestehende Zwangslage eines Menschen zu einer Erpressung auszunutzen.
Für den erpresserischen Menschenraub kann eine Freiheitsstrafe zwischen fünf und fünfzehn Jahren verhängt werden. Damit weist der Tatbestand innerhalb des StGB eine der höchsten Strafandrohungen auf. Gemäß § 12 Abs. 1 StGB hat die Tat Verbrechenscharakter. Daher sind gemäß § 30 StGB zusätzlich bestimmte vorbereitende Handlungen strafbar.
Laut Polizeilicher Kriminalstatistik wurden 2022 in Deutschland 80 Fälle des § 239a StGB angezeigt. Im Vergleich mit anderen Tatbeständen wird das Delikt damit sehr selten gemeldet. Die Aufklärungsquote liegt seit mehreren Jahren oberhalb von 80 Prozent, womit sie sich im Vergleich zu anderen Deliktsgruppen auf überdurchschnittlich hohem Niveau bewegt.
Andere Rechtsordnungen versehen die Kombination aus Erpressung und Freiheitsberaubung ebenfalls mit besonderer Strafe. Im Strafrecht Österreichs stellt § 102 StGB die erpresserische Entführung unter Strafe. Hiernach wird mit Freiheitsstrafe zwischen zehn und zwanzig Jahren bestraft, wer einen anderen wider dessen Willen entführt oder sich seiner bemächtigt, um einen Dritten zu nötigen. Das Schweizer Strafrecht regelt in Art. 185 StGB die Geiselnahme. Hiernach wird mit einem Jahr Freiheitsstrafe bestraft, wer einen anderen seiner Freiheit beraubt, entführt oder seiner bemächtigt, um einen Dritten zu nötigen. Beide Tatbestände sind im Hinblick auf die beabsichtigte Tat weiter gefasst als der deutsche § 239a StGB, da sie sich nicht auf Erpressungen beschränken, sondern auch andere Formen der Nötigung mit einbeziehen. Zum Teil sind die österreichischen und schweizerischen Normen allerdings enger gefasst, da sie sich auf Drei-Personen-Verhältnisse beschränken. Das deutsche Recht hat diese Beschränkung aufgegeben.

## Normierung und Schutzzweck
Der Tatbestand des erpresserischen Menschenraubs lautet seit seiner letzten Veränderung vom 1. April 1998 wie folgt:
(2) In minder schweren Fällen ist die Strafe Freiheitsstrafe nicht unter einem Jahr.
(3) Verursacht der Täter durch die Tat wenigstens leichtfertig den Tod des Opfers, so ist die Strafe lebenslange Freiheitsstrafe oder Freiheitsstrafe nicht unter zehn Jahren.
§ 239a StGB schützt mehrere Rechtsgüter: Zunächst soll er die körperliche Unversehrtheit des Opfers vor den Gefahren bewahren, die mit einer Entführung bzw. Geiselnahme typischerweise verbunden sind. Daneben soll die Norm die Willensfreiheit und das Vermögens des Dritten schützen, deren Sorge um das Opfer der Täter ausnutzen will.

## Entstehungsgeschichte

### Einführung durch das Gesetz gegen erpresserischen Kindesraub
§ 239a StGB wurde am 22. Juni 1936 von den Nationalsozialisten als erpresserischer Kindesraub in das Strafgesetzbuch aufgenommen. Den Anlass hierfür gab der Lindbergh-Entführungsfall, bei dem der zweijährige Sohn des Piloten Charles Lindbergh von zwei Tätern entführt wurde, die für dessen Freilassung Lösegeld forderten. Später töteten sie das Kind. Kurz darauf ereignete sich ein ähnlicher Fall in Deutschland. Durch diese Tat wurden die Tatbestände der Entführung (§ 239 StGB) und der Erpressung (§ 253 StGB) in einer Weise kombiniert, die das StGB bislang lediglich am Rande erfasste: Gemäß dem damaligen § 235 Abs. 3 StGB (heute: § 235 Abs. 4 Nr. 2 StGB) wurde wegen qualifizierter Entziehung Minderjähriger mit bis zu zehn Jahren Zuchthaus bestraft, wer einen Minderjährigen zu gewinnsüchtigen Zwecken seinen Eltern, seinem Vormund oder Pfleger entzog. Diese Strafandrohung wurde als nicht ausreichend angesehen, was zur Entwicklung des § 239a StGB führte. Dieser sollte die erpresserische Entführung als eigenständiges Delikt unter Strafe stellen und mit einer deutlich höheren Strafandrohung versehen. Die neugeschaffene Strafnorm hatte zunächst folgenden Inhalt:
Die Vorschrift trat rückwirkend mit Wirkung zum 1. Juni 1936 in Kraft. Der Täter des beschriebenen Entführungsfalls wurde auf der Grundlage dieser Vorschrift zum Tod verurteilt und hingerichtet.

### Überarbeitung durch das dritte Strafrechtsänderungsgesetz
Nach Gründung der Bundesrepublik Deutschland stellte sich die Frage, ob § 239a StGB weiterhin Bestand haben sollte. Zweifel hieran weckten seine Genese und seine pauschale Androhung der Todesstrafe. Der Gesetzgeber wollte die Norm erhalten, da sie kein spezifisch nationalsozialistisches Gedankengut enthielt, sondern einen neuen Verbrechenstyp mit besonderer Strafandrohung versah. Um den beschriebenen Zweifeln zu begegnen und die Vorschrift effektiver zu gestalten, fasste er diese durch das dritte Strafrechtsänderungsgesetz mit Wirkung zum 4. August 1953 neu: Zum einen ersetzte er die durch Art. 102 GG abgeschaffte Todesstrafe durch ein Mindeststrafmaß von drei Jahren Freiheitsstrafe. Ferner hob er die Beschränkung des Tatbestands auf die spezifischen Tatmittel List, Gewalt und Drohung auf. Schließlich ersetzte er das Merkmal der Erpressungsabsicht durch die Absicht zur Forderung eines Lösegelds. Die geänderte Vorschrift hatte folgenden Wortlaut:

### Verallgemeinerung der Norm zumerpresserischen Menschenraubund Einführung der Geiselnahme als Paralleltatbestand
Infolge einiger aufsehenerregender Entführungsfälle erfuhr § 239a StGB mit Wirkung zum 17. Dezember 1971 eine erneute Überarbeitung. In deren Mittelpunkt stand die Ausweitung des tatbestandlichen Anwendungsbereichs: Zunächst hob der Gesetzgeber die Beschränkung auf fremde Kinder auf, da er diese als nicht sachgerecht ansah. Ferner bezog er Erwachsene in den Kreis der möglichen Tatopfer ein, um diesen einen vergleichbaren strafrechtlichen Schutz zu bieten. Außerdem formulierte er die bisherige Tathandlung der Freiheitsberaubung dahingehend um, dass sich der Täter nun des Opfers bemächtigen musste. Hierdurch wollte er dem Risiko vorbeugen, dass eine restriktive Auslegung des Begriffs der Freiheitsberaubung zu Strafbarkeitslücken führt. Als problematisch hatte sich in diesem Zusammenhang insbesondere der Umgang mit Personen erwiesen, die nicht imstande waren, einen Fortbewegungswillen zu bilden; so etwa bei Kleinstkindern. Überdies schuf er mit § 239a Abs. 3 StGB eine Erfolgsqualifikation, die eine höhere Strafandrohung bei leichtfertiger Tötung des Opfers vorsah.
Lediglich sprachlicher Natur war die Neuformulierung des subjektiven Tatbestands. Nun setzte § 239a StGB voraus, dass der Täter in der Absicht handelte, einen Dritten mit dessen Sorge um das Wohl des Opfers zu erpressen. Weiterhin ergänzte der Gesetzgeber zum Schutz der Geisel eine Möglichkeit zur Strafmilderung bei tätiger Reue. Dies sollte dem Täter einen Anreiz geben, um die Tat auch noch im Stadium ihrer Ausführung aufzugeben.
Schließlich schuf der Gesetzgeber mit § 239b StGB den flankierenden Tatbestand der Geiselnahme, der strukturell stark dem § 239a StGB nachempfunden ist und einen identischen Strafrahmen besitzt: Er beschreibt Situationen, in denen die Entführung bzw. das Sichbemächtigen zu anderen Zwecken als der Erpressung erfolgt.
Mit Wirkung zum 1. Januar 1975 erhielt § 239a StGB die Überschrift erpresserischer Menschenraub.

### Ausdehnung des § 239a StGB auf Zwei-Personen-Konstellationen
Die bislang letzte wesentliche Änderung des § 239a StGB erfolgte am 16. Juni 1989: Der Gesetzgeber erhöhte zunächst das Mindeststrafmaß auf fünf Jahre. Der erpresserische Menschenraub sei ein typisches Delikt der terroristischen Gewaltkriminalität, deren Verhütung die Möglichkeit zur Verhängung hoher Strafen erfordere. Weiterhin erweiterte er erneut den Anwendungsbereich der Norm: Während die bis dahin gültige Fassung wenigstens zwei Tatopfer voraussetzte, eine Geisel und einen Erpressten, ließ die neue Fassung ein Zweipersonenverhältnis ausreichen. Geisel und Erpresster konnten also identisch sein. Auch dies wurde durch das Ziel der Abwehr terroristischer Gewaltkriminalität motiviert. Diese Änderung führte zu einer später vielfach kritisierte Überschneidung des Tatbestands des § 239a StGB mit anderen Normen, insbesondere der räuberischen Erpressung (§ 255 StGB). Hierdurch konnten beispielsweise Fälle, die typischerweise dem Tatbestand der Erpressung unterfielen, zugleich den Tatbestand des erpresserischen Menschenraubs mit dessen deutlich höheren Strafrahmen erfüllen. Da der Gesetzgeber dieses Problem bislang nicht aufgelöst hat, bemühen sich Lehre und Praxis um eine Abgrenzung im Wege der Rechtsfortbildung.

## Heutiger Tatbestand

### Entführen oder Sichbemächtigen, § 239a Abs. 1 Alt. 1 StGB
§ 239a Abs. 1 StGB enthält zwei unterschiedliche Tatbestandsalternativen, die hinsichtlich ihres Strafmaßes gleichwertig sind: Zum einen den Entführungs- und Bemächtigungstatbestand, zum anderen den Ausnutzungstatbestand. Die erste begeht der Täter, indem er zwecks Begehung einer Erpressung einen anderen Menschen entführt oder sich dessen bemächtigt. Eine Entführung liegt vor, wenn der Täter das Opfer durch einen Ortswechsel in eine hilflose Lage versetzt. Hilflos ist eine Lage, in der das Opfer dem Einfluss des Täters preisgegeben ist. Die Ortsveränderung kann der Täter durch List, Drohung oder Gewalt bewirken. Sie muss gegen den Willen des Opfers erfolgen, weswegen der Tatbestand bei freiwilligem Handeln des Opfers nicht erfüllt ist. Daher wird § 239a StGB nicht verwirklicht, falls Täter und Opfer eine Entführung nur vortäuschen, um einen Dritten durch die Vorspiegelung einer Entführung finanziell zu schädigen. In Betracht kommt in diesem Fall allerdings eine Strafbarkeit beider wegen Betrugs zulasten des Dritten (§ 263 StGB).
Ein Sich-Bemächtigen liegt vor, wenn der Täter neue Gewalt über das Opfer erlangt oder bestehende Gewalt missbraucht. Anders als bei der Entführung bedarf es also keiner Ortsveränderung oder Freiheitsberaubung. Ausreichend ist es etwa, wenn der Täter das Opfer mit einer Waffe bedroht. Aus Sicht der Rechtsprechung genügt auch der Einsatz einer scheinbar echten Schusswaffe oder einer Bombenattrappe, da der Täter auch hierdurch das Opfer seinem Willen unterwerfen kann; auf eine objektive Gefährlichkeit der Situation komme es also nicht an. Dieser Auffassung werfen Stimmen aus dem Schrifttum vor, den Normzweck des § 239a StGB zu vernachlässigen: Da die mit einer Bemächtigungslage verbundenen potentiellen Gefahren ein Grund für die außergewöhnlich hohe Strafandrohung ist, müsse bei der Tat wenigstens eine abstrakte Gefahr für das Opfer bestehen. Hieran fehle es, wenn die Bemächtigungslage lediglich durch den Anschein eines gefährlichen Mittels geschaffen wird. Wie die Entführung setzt auch die Bemächtigung voraus, dass der Täter gegen den Willen des Opfers handelt. Ist dieses mit der Schaffung der Herrschaftsgewalt des Täters einverstanden, führt dies daher zum Tatbestandsausschluss. Ein Einverständnis des Opfers in die Tat ist allerdings unbeachtlich, falls dieses durch eine Nötigung (§ 240 StGB) oder eine Notlage erzwungen wird. Hierzu kommt es etwa, falls sich jemand im Austausch für eine andere Geisel in die Gewalt des Täters begibt.
Beide Begehungsformen erfassen Handlungen, die im Vorfeld einer Erpressung begangen werden. Nicht erforderlich ist es daher, dass der Täter eine Erpressung versucht. Denn der Strafvorwurf des § 239a Abs. 1 Alt. 1 StGB liegt darin, dass der Täter zur Begehung einer Erpressung die Geisel in erhebliche Gefahr bringt.

### Ausnutzen einer Zwangslage, § 239a Abs. 1 Alt. 2 StGB
Die zweite Alternative des § 239a StGB stellt das Ausnutzen einer hilflose Lage eines Menschen zur Begehung einer Erpressung unter Strafe. Sie fungiert gegenüber der ersteren Alternative als Auffangtatbestand. Diese Alternative ist einschlägig, wenn der Täter die gefährliche Lage, in die das Opfer gebracht wird, nicht selbst oder nicht mit Erpressungsabsicht herbeiführt. Hierzu kann es etwa kommen, wenn der Täter den Entschluss zur Begehung einer Erpressung erst fasst, nachdem er das Opfer in seine Gewalt gebracht hat. Anders als das Entführen oder Sichtbemächtigen ist das Ausnutzen nur dann strafbar, wenn die Erpressung zumindest das Versuchsstadium erreicht.

### Vorsatz
Eine Strafbarkeit wegen gefährlicher Körperverletzung erfordert gemäß § 15 StGB, dass der Täter hinsichtlich des objektiven Tatbestands zumindest mit bedingtem Vorsatz handelt. Hierfür muss er die Tatumstände erkennen und die Verwirklichung des Tatbestands billigend in Kauf nehmen. Die genauen Anforderungen hieran hängen davon ab, welche Alternative des § 239a StGB vorliegt: Bei Alternative 1 bezieht sich der Vorsatz auf die Entführung oder Bemächtigung, bei Variante 2 auf das Ausnutzen der Zwangslage.

### Erpressungsabsicht

#### Allgemeine Anforderungen
Neben dem Vorsatz erfordert eine Strafbarkeit wegen erpresserischen Menschenraubs, dass der Täter in der Absicht handelt, die Sorge des Opfers um sein Wohl oder die Sorge eines Dritten um das Wohl des Opfers zu einer Erpressung auszunutzen. Dieses zusätzliche Absichtserfordernis stellt eine überschießende Innentendenz dar. Bei einer Strafbarkeit nach dem Entführungs- und Bemächtigungstatbestand muss die Absicht zur Erpressung bereits bei Begehung der Tathandlung vorliegen. Beim Ausnutzungstatbestand kann sie auch später gefasst werden, hierfür muss jedoch die Erpressung zusätzlich versucht werden.
Da § 239a StGB von der Absicht zur Begehung einer Erpressung spricht, ist umstritten, ob auch die Absicht zur Begehung eines Raubs (§ 249 StGB) zur Erfüllung des Tatbestands genügt. Diese Auseinandersetzung beruht auf der Streitfrage, in welchem Verhältnis die Tatbestände des Raubs und der Erpressung zueinander stehen. Nach einer Ansicht, die vom Bundesgerichtshof geteilt wird, stellt der Raub einen Spezialfall der Erpressung dar, weswegen der Verweis des § 239a StGB auch den Raub erfasse. Die Gegenauffassung sieht beide Tatbestände als voneinander unabhängig an, sodass die Absicht zur Durchführung eines Raubs nicht für die Anwendbarkeit des § 239a StGB genüge. Einschlägig sei dann der im Strafrahmen identische § 239b StGB.

#### Einschränkungen in Zwei-Personen-Verhältnissen
In Zwei-Personen-Verhältnissen ist das Absichtserfordernis nach überwiegend vertretener Sichtweise einschränkend auszulegen, um das skizzierte Problem der Überschneidung des § 239a StGB mit anderen Tatbeständen zu bewältigen: Nach dem Wortlaut des § 239a StGB stellt seit Einbeziehung der Zwei-Personen-Verhältnisse jede Freiheitsberaubung in räuberischer Absicht zugleich einen erpresserischen Menschenraub dar. Zu dieser Überschneidung kommt es beispielsweise, wenn der Täter sein Opfer in eine dunkle Ecke zerrt, um es dort mit vorgehaltener Waffe zur Herausgabe von Bargeld zu nötigen. Ursprünglich handelte es sich hierbei um typische Fälle räuberischer Erpressung, für die das Gesetz eine Mindestfreiheitsstrafe von einem Jahr vorsah. Indem der Gesetzgeber den § 239a StGB auf solche Fälle erstreckte, stieg die Mindestfreiheitsstrafe für diese Fälle auf fünf Jahre an. Nach allgemeiner Ansicht fügt sich dies nicht in das aufeinander abgestimmte System der Strafrahmen ein und verengt den Anwendungsbereich des Tatbestands der räuberischen Erpressung in sachlich verfehlter Weise.
Rechtsprechung und Schrifttum versuchten, die Überschneidung von räuberischer Erpressung und erpresserischem Menschenraub durch eine einschränkende Auslegung des letztgenannten Tatbestands zu bewältigen. Hierbei entwickelten zwei Strafsenate des BGH unterschiedliche Einschränkungsansätze, die an den Inhalt der beabsichtigten Nötigung anknüpften. Beide Ansätze setzten sich jedoch nicht durch, da sie mit erheblichen praktischen Problemen verbunden waren. Stattdessen entwickelte der Große Senat des BGH in Anlehnung an einen Vorschlag aus dem Schrifttum einen neuen Ansatz, der die gegenwärtige Rechtspraxis bestimmt und der das Absichtserfordernis um zwei zusätzlichen Kriterien ergänzt, die an die Tatbestandsstruktur des § 239a StGB anknüpfen:
Hiernach ist es zum einen erforderlich, dass der Täter seine Tat in mehrere Akte aufteilt, da der Schutzzweck des § 239a StGB auf solche Konstellationen zugeschnitten sei, was im früheren Wortlaut der Norm deutlicher zum Ausdruck kam als in der reformierten Fassung. Der Täter muss daher im ersten Schritt eine Nötigungslage schaffen, um diese in einem separaten zweiten Schritt zu einer weiteren Nötigung auszunutzen. Hieran fehlt es, wenn sowohl Bemächtigung als auch Erpressung auf derselben Nötigungshandlung beruhen. Hierdurch werden Bemächtigungen aus dem Tatbestand des § 239a StGB herausgefiltert, die von so kurzer Dauer sind, dass sie kein Unrecht enthalten, das über den Erpressungsvorgang hinausgeht. So verhält es sich etwa, wenn sich die Bemächtigungslage darauf beschränkt, dass der Täter eine Waffe auf das Opfer richtet, um die sofortige Herausgabe von Bargeld zu fordern.
Zum anderen müssen beide Akte durch einen funktionalen und zeitlichen Zusammenhang derart miteinander verknüpft sein, dass das Schaffen der Nötigungslage nach dem Plan des Täters Voraussetzung der späteren Erpressung ist. Hieran fehlt es beispielsweise, wenn der Täter sich des Opfers bemächtigt, um dieses dazu zu zwingen, Geld für ihn zu beschaffen und es ihm anschließend zu übergeben. Die Übergabe des Geldes soll in diesem Fall zu einem Zeitpunkt erfolgen, in dem sich das Opfer nicht mehr in der Gewalt des Täters befindet. Daher besteht kein funktionaler Zusammenhang zwischen Bemächtigung und Erpressung.

## Versuch, Vollendung und Beendigung
Aufgrund der Mindeststrafandrohung von fünf Jahren Freiheitsstrafe stellt das Delikt gemäß § 12 StGB ein Verbrechen dar. Der Versuch des erpresserischen Menschenraubs ist daher gemäß § 23 Abs. 1 StGB strafbar. Der Zeitpunkt des Versuchsbeginns ist bei den beiden Tatbestandsalternativen aufgrund ihrer verschiedenen Struktur unterschiedlich. Bei Alternative 1 genügt das unmittelbare Ansetzen zum Entführen oder Sichbemächtigen. Bei Alternative 2 muss der Täter hingegen zur Erpressung ansetzen.
Der Entführungs- und Bemächtigungstatbestand ist vollendet, wenn der Täter das Opfer in seine Gewalt gebracht hat. Dies ist der Fall, sobald der Täter eine einigermaßen stabile Zwangslage geschaffen hat, aus der sich das Opfer nicht selbstständig oder mithilfe Dritter ohne Weiteres befreien kann (sog. "stabile Bemächtigungslage"). Der Ausnutzungstatbestand ist vollendet, sobald der Täter die Zwangslage des Opfers ausnutzt. Damit kann das Versuchsstadium äußerst schnell durchlaufen werden, was insbesondere bei Alternative 2 das Zeitfenster für einen strafbefreienden Rücktritt vom Versuch äußerst klein macht.

## Prozessuales und Strafzumessung

### Verfolgbarkeit
§ 239a StGB stellt ein Offizialdelikt dar. Die Strafverfolgungsbehörden ermitteln also von Amts wegen, sobald sie Kenntnis von einem erpresserischen Menschenraub erlangen und sind nicht an einen Strafantrag gebunden.
Mit der Freilassung des Opfers beginnt gemäß § 78a StGB die Verfolgungsverjährung. Die Verjährungsfrist des § 239a Abs. 1 StGB beträgt aufgrund seines Strafrahmens nach § 78 Abs. 3 StGB zwanzig Jahre. Die Erfolgsqualifikation des § 239a Abs. 3 StGB verjährt aufgrund ihrer höheren Strafandrohung nach dreißig Jahren.

### Minder schwerer Fall, § 239a Abs. 2 StGB
§ 239a Abs. 2 StGB normiert den minder schweren Fall des erpresserischen Menschenraubs. Ein solcher liegt vor, wenn das vom Täter verwirklichte Unrecht vergleichsweise gering ist. Dies kann etwa der Fall sein, wenn der Täter aus Verzweiflung handelt oder davon ausgeht, dass er einen Anspruch auf die erpresste Leistung hat. Ein minder schweren Falls kann weiterhin vorliegend, wenn der Täter das Opfer allenfalls geringfügig gefährdet, etwa weil er bei der Tat lediglich eine Waffenattrappe nutzt oder das Opfer nur kurzfristig in seiner Gewalt hält.
Nimmt das Gericht einen minder schweren Fall an, reduziert sich die Mindeststrafandrohung auf ein Jahr Freiheitsstrafe. Im Höchstmaß kann allerdings auch er wie der reguläre Fall des § 239a Abs. 1 mit 15 Jahren Freiheitsstrafe belegt werden.

### Erfolgsqualifikation, § 239a Abs. 3 StGB
§ 239a Abs. 3 StGB normiert eine Erfolgsqualifikation. Diese ist erfüllt, wenn der Täter durch den erpresserischen Menschenraub leichtfertig den Tod des Opfers herbeiführt.
Die Erfolgsqualifikation setzt zunächst voraus, dass der Tod des Opfers unmittelbare Folge der Gefahr ist, die von der Tat ausgeht. Es bedarf also eines spezifischen Risikozusammenhangs zwischen Tat und Tod. Ein solcher kann sich zunächst daraus ergeben, dass das Opfer durch die Gefährlichkeit des Täterverhaltens zu Tode kommt, etwa durch unzureichende Versorgung oder Unterbringung. Kommt das Opfer durch eigenes Verhalten zu Tode, besteht ein Risikozusammenhang, wenn die vom Täter geschaffene Zwangslage das Opferverhalten provoziert. So verhält es sich etwa, wenn das Opfer bei einem riskanten Fluchtversuch tödlich verunglückt oder Selbstmord begeht. Gleiches  gilt, wenn der Täter das Opfer tötet, weil er davon ausgeht, dass er durch dieses identifiziert wurde. In Ausnahmefällen kann der Risikozusammenhang auch in Fällen bestehen, wenn das Opfer durch das Handeln Dritter getötet wird, der Täter den Tod also nur mittelbar verursacht. So verhält es sich etwa, wenn das Opfer bei einem misslungenen Befreiungseinsatz der Polizei stirbt, weil sich die Polizei regelmäßig zur – notfalls riskanten – Befreiung herausgefordert fühlen darf. Verneint hat der Bundesgerichtshof demgegenüber dem Zusammenhang, als die Polizei das Opfer erschoss, weil sie es nicht für eine Geisel, sondern für einen flüchtigen Täter eines Banküberfalls hielt. Hierbei habe sich keine spezifische Gefahr der Zwangslage realisiert.
Der Tatbestand der Erfolgsqualifikation verlangt schließlich, dass der Täter den Tod des Opfers mindestens in leichtfertiger Weise herbeigeführt hat, also infolge besonders schwerer Fahrlässigkeit. Insoweit geht die Vorschrift über § 18 StGB hinaus, der bei Erfolgsqualifikationen einfache Fahrlässigkeit genügen lässt. Leichtfertigkeit hatte der BGH etwa bejaht, als der Täter einer asthmakranken Geisel trotz erkennbarer Atemschwierigkeiten die Nutzung eines Inhaltationsgeräts verwehrt hatte.
Sind die Voraussetzungen des § 239a Abs. 3 StGB erfüllt, erhöht sich die Mindeststrafandrohung auf zehn Jahre Freiheitsstrafe, was eine der höchsten des StGB darstellt. Dies ist auf die besonders hohe Gefährdung des Opfers zurückzuführen. In besonders schweren Fällen, die sich etwa durch Vorsatz bezüglich der Tötung oder eine besonders grausame Vorgehensweise auszeichnen, kann auch lebenslange Freiheitsstrafe angeordnet werden.

### Tätige Reue, § 239a Abs. 4 StGB
§ 239a Abs. 4 S. 1 StGB eröffnet dem Täter die Möglichkeit, die Strafandrohung zu verringern, indem er sich nach Vollendung der Tat reuig zeigt und Abstand von dieser nimmt. Diese Bestimmung soll dem Täter einen Anreiz geben, seine Geisel unversehrt wieder freizulassen.
Um in den Genuss der Strafmilderung zu gelangen, muss der Täter das Opfer in seinen Lebenskreis zurückgelangen lassen, es also aus seiner Zwangslage befreien, damit es wieder frei über seinen Aufenthaltsort bestimmen kann. Kommt es hierzu nicht, weil das Opfer bereits ohne Zutun des Täters in seinen Lebenskreis zurückkehrt, lässt es § 239a Abs. 4 S. 2 StGB genügen, wenn sich der Täter zuvor ernsthaft darum bemüht hat, dem Opfer seine Rückkehr zu ermöglichen. Zudem muss der Täter Abstand von der Erpressung nehmen. Daher ist die von § 239a Abs. 4 StGB eröffnete Möglichkeit der Strafmilderung ausgeschlossen, wenn der Täter das Opfer zwar freilässt, jedoch weiter auf einer Leistung des zu Erpressenden besteht. Hat er bereits Leistungen vom Erpressten empfangen, muss er sie diesem wieder zurückgeben. Anders als viele andere Reuevorschriften setzt § 239a Abs. 4 StGB nicht voraus, dass der Täter freiwillig handelt. Dieses Merkmal hat der Gesetzgeber bewusst weggelassen, um dem Täter einen möglichst großen Anreiz zum Opferschutz zu geben.
Liegen beide Voraussetzungen vor, kann das Gericht die Strafe des Täters mildern. Hierdurch reduziert sich gemäß § 49 Abs. 1 Nr. 3 StGB das Mindeststrafmaß der Tat auf zwei Jahre Freiheitsstrafe.

### Führungsaufsicht, § 239c StGB
Das Gericht kann nach § 239c StGB Führungsaufsicht anordnen. Hierbei handelt es sich um eine Maßregel der Besserung und Sicherung, die neben der Freiheitsstrafe angeordnet werden kann, wenn zu befürchten ist, dass der Täter in Zukunft erneut straffällig wird.

## Gesetzeskonkurrenzen
Werden im Zusammenhang mit einer Tat nach § 239a StGB weitere Delikte verwirklicht, stehen diese zum erpresserischen Menschenraub in Gesetzeskonkurrenz. Häufig tritt diese im Zusammenhang mit anderen Freiheitsdelikten auf.
§ 239a StGB verdrängt als spezielleres Gesetz die Freiheitsberaubung (§ 239 StGB), die Nötigung (§ 240 StGB) und die Bedrohung (§ 241 StGB). Zur Erpressung steht das Delikt in Tateinheit, weil sich diese Tatbestände stark voneinander unterscheiden. Im Verhältnis zur Geiselnahme (§ 239b StGB) kommt eine Tateinheit in Betracht, wenn der Täter neben der Erpressung auch andere Nötigungszwecke verfolgt. Andernfalls tritt die Geiselnahme als allgemeineres Gesetz hinter den erpresserischen Menschenraub zurück. Zu Körperverletzungs- und Tötungsdelikten steht § 239a StGB aufgrund der unterschiedlichen Schutzzwecke der Delikte in Tateinheit. Gleiches gilt für das Verhältnis zur Entziehung Minderjähriger (§ 235 StGB). Die fahrlässige Tötung (§ 222 StGB) wird allerdings als lex specialis von der Erfolgsqualifikation verdrängt, da diese vollständig in § 239a Abs. 3 StGB enthalten ist.

## Kriminologie
Das Bundeskriminalamt gibt jährlich eine Statistik über alle in Deutschland gemeldeten Straftaten heraus, die Polizeiliche Kriminalstatistik. Seit 1993 erfasst diese das gesamte Bundesgebiet. In den Statistiken von 1991 und 1992 wurden die alten Bundesländer und das gesamte Berlin erfasst. Frühere Statistiken erfassen lediglich die alten Bundesländer.
2022 wurden 80 Fälle von erpresserischem Menschenraub erfasst. Dies ist eine geringfügige Steigerung gegenüber dem Vorjahr, in dem 64 Fälle erfasst wurden. Insgesamt gesehen tritt damit der erpresserische Menschenraub im Vergleich zu anderen Straftaten selten auf; die Taten nach § 239a StGB machen knapp über 0 % aller gemeldeten Taten aus. Als eine Ursache für die zahlenmäßig geringe Bedeutung des § 239a StGB wird die restriktive Auslegung des Delikts durch die Justiz angesehen. Daher vermuten Rechtswissenschaftler, dass die tatsächliche Verwirklichung der Tatbestandsmerkmale des § 239a StGB weit häufiger gegeben sein könnte. Die Aufklärungsquote lag im Jahr 2022 mit 90 % auf einem im Vergleich zu anderen Delikten überdurchschnittlichen Niveau. Häufig wird die Tat gemeinschaftlich begangen.
|      | Erfasste Fälle | Erfasste Fälle        | Erfasste Fälle                                | Mit Schusswaffe | Mit Schusswaffe |                  |
| Jahr | Insgesamt      | Pro 100.000 Einwohner | Anteil der versuchten Taten (absolut/relativ) | Geschossen      | Gedroht         | Aufklärungsquote |
| ---- | -------------- | --------------------- | --------------------------------------------- | --------------- | --------------- | ---------------- |
| 1987 | 66             | 0,1                   | 18 (27,3 %)                                   | 3               | 37              | 69,7 %           |
| 1988 | 50             | 0,1                   | 13 (26,0 %)                                   | 3               | 20              | 74,0 %           |
| 1989 | 54             | 0,1                   | 10 (18,5 %)                                   | 4               | 26              | 74,1 %           |
| 1990 | 50             | 0,1                   | 21 (42,0 %)                                   | 1               | 16              | 76,0 %           |
| 1991 | 53             | 0,1                   | 13 (24,5 %)                                   | 2               | 15              | 92,5 %           |
| 1992 | 80             | 0,1                   | 26 (32,5 %)                                   | 1               | 29              | 73,8 %           |
| 1993 | 107            | 0,1                   | 34 (31,8 %)                                   | 2               | 29              | 64,5 %           |
| 1994 | 106            | 0,1                   | 30 (28,3 %)                                   | 3               | 23              | 75,5 %           |
| 1995 | 112            | 0,1                   | 19 (17,0 %)                                   | 4               | 33              | 92,0 %           |
| 1996 | 126            | 0,2                   | 25 (19,8 %)                                   | 4               | 35              | 86,5 %           |
| 1997 | 133            | 0,2                   | 32 (24,1 %)                                   | 5               | 39              | 78,2 %           |
| 1998 | 149            | 0,2                   | 29 (19,5 %)                                   | 4               | 43              | 84,6 %           |
| 1999 | 103            | 0,1                   | 20 (19,4 %)                                   | 1               | 26              | 82,5 %           |
| 2000 | 90             | 0,1                   | 18 (20,0 %)                                   | 1               | 21              | 83,3 %           |
| 2001 | 90             | 0,1                   | 14 (15,6 %)                                   | 2               | 24              | 83,3 %           |
| 2002 | 88             | 0,1                   | 15 (17,0 %)                                   | 2               | 25              | 79,5 %           |
| 2003 | 102            | 0,1                   | 27 (26,5 %)                                   | 2               | 18              | 83,3 %           |
| 2004 | 94             | 0,1                   | 18 (19,1 %)                                   | 1               | 18              | 85,1 %           |
| 2005 | 95             | 0,1                   | 20 (21,1 %)                                   | 0               | 20              | 89,5 %           |
| 2006 | 90             | 0,1                   | 22 (24,4 %)                                   | 0               | 27              | 77,8 %           |
| 2007 | 73             | 0,1                   | 18 (24,7 %)                                   | 0               | 12              | 79,5 %           |
| 2008 | 71             | 0,1                   | 12 (16,9 %)                                   | 1               | 21              | 85,9 %           |
| 2009 | 89             | 0,1                   | 26 (29,2 %)                                   | 3               | 23              | 84,3 %           |
| 2010 | 81             | 0,1                   | 15 (18,5 %)                                   | 2               | 15              | 92,6 %           |
| 2011 | 85             | 0,1                   | 20 (23,5 %)                                   | 0               | 15              | 82,4 %           |
| 2012 | 82             | 0,1                   | 15 (18,3 %)                                   | 0               | 12              | 74,4 %           |
| 2013 | 85             | 0,1                   | 17 (20,0 %)                                   | 2               | 17              | 80,0 %           |
| 2014 | 88             | 0,1                   | 21 (23,9 %)                                   | 1               | 15              | 88,6 %           |
| 2015 | 68             | 0,1                   | 20 (29,4 %)                                   | 2               | 12              | 86,8 %           |
| 2016 | 54             | 0,1                   | 19 (35,2 %)                                   | 0               | 10              | 92,6 %           |
| 2017 | 80             | 0,1                   | 18 (22,5 %)                                   | 4               | 11              | 85,0 %           |
| 2018 | 68             | 0,1                   | 10 (14,7 %)                                   | 0               | 6               | 82,4 %           |
| 2019 | 65             | 0,1                   | 13 (20 %)                                     | 3               | 9               | 83,1 %           |
| 2020 | 73             | 0,1                   | 14 (19,2 %)                                   | 1               | 4               | 90,4 %           |
| 2021 | 64             | 0,1                   | 15 (23,4 %)                                   | 0               | 7               | 89,1 %           |
| 2022 | 80             | 0,1                   | 18 (22,5 %)                                   | 0               | 10              | 90,0 %           |

## Verwandter Tatbestand: Geiselnahme, § 239b StGB
Die Geiselnahme ist seit 1971 in § 239b StGB geregelt. Wie bereits angesprochen entspricht die Struktur des Tatbestands weitgehend der des erpresserischen Menschenraubs. Die Geiselnahme ist insofern weiter als § 239a StGB gefasst, als dass sich die Absicht des Täters auf jede Form der Nötigung erstrecken kann. Dementsprechend besitzt sie ein breiter gefasstes Schutzgut: die Entscheidungsfreiheit des Genötigten. Im objektiven Tatbestand ist § 239b StGB demgegenüber geringfügig enger gefasst als § 239a StGB, da er voraussetzt, dass der Täter mit der Herbeiführung des Todes oder einer schweren Körperverletzung (§ 226 StGB) oder einer Freiheitsentziehung von über einer Woche Dauer droht; das bloße Ausnutzen der Sorge um das Opfer genügt also nicht. Im Übrigen stimmen die Tatbestände von Geiselnahme und erpresserischem Menschenraub inhaltlich überein. Daher besteht auch bei der Geiselnahme durch die Erstreckung auf Zwei-Personen-Verhältnisse das Problem der Überschneidung mit Delikten, für die das Gesetz eine wesentlich geringere Strafe androht. Daher wird § 239b StGB wie § 239a StGB in diesen Fällen einschränkend ausgelegt.
Der Unterscheidung zwischen erpresserischem Menschenraub und Geiselnahme lag die Wertung zugrunde, dass das Unrecht der Erpressungsabsicht besonders verwerflicher sei als das anderer Nötigungsziele. Deshalb besitzt die Geiselnahme höhere Anforderungen im objektiven Tatbestand. Diese Bewertung schätzen viele Autoren als verfehlt an, da es in § 239b StGB keinen hinreichenden Rückhalt finde. Anders als viele andere spezielle Nötigungstatbestände - etwa der Widerstand gegen Vollstreckungsbeamte (§ 113 StGB) und die Vergewaltigung (§ 177 StGB) - differenziert § 239b StGB nicht zwischen unterschiedlichen Nötigungszielen. Daher wäre es stimmiger gewesen, § 239a StGB und § 239b StGB aufgrund der vergleichbaren Gefährdung des Opfers zusammenzufassen.